# Anna Tatangelo

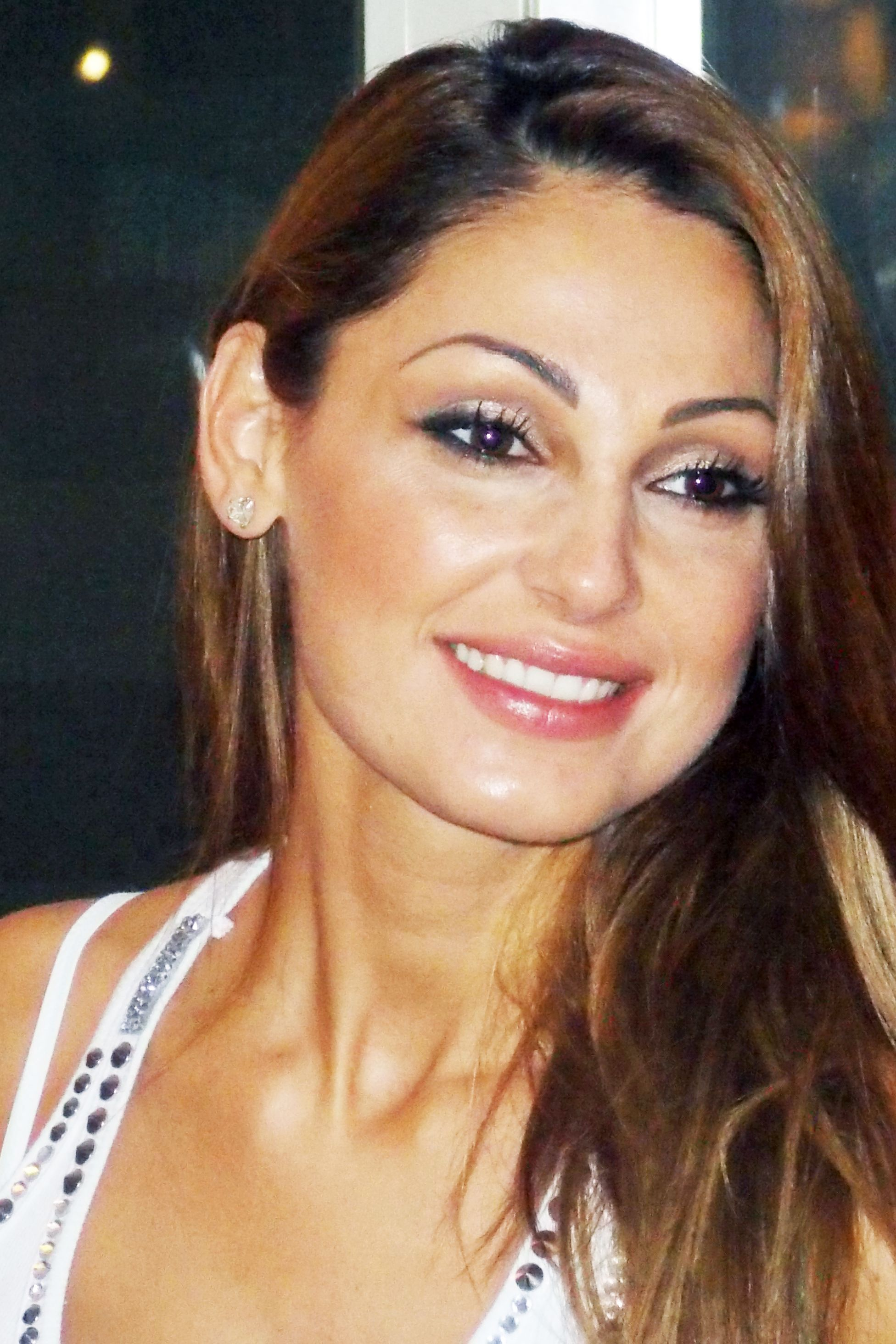
Anna Tatangelo (2013)

Anna Tatangelo (* 9. Januar 1987 in Sora, Provinz Frosinone) ist eine italienische Popsängerin. Sie debütierte 2002 und ist vor allem durch ihre zahlreichen Teilnahmen am Sanremo-Festival bekannt. Neben ihrer musikalischen Karriere ist sie auch gelegentlich als Fernsehmoderatorin tätig.

## Karriere
Anna Tatangelo begann ihre Karriere als Sängerin im Alter von 15 Jahren: Mit dem Lied Doppiamente fragili gewann sie in der Newcomer-Kategorie des Sanremo-Festivals 2002, für die sie sich im Vorjahr durch den Wettbewerb Area Sanremo qualifiziert hatte. Ein großer Erfolg war im selben Jahr ihr Duett mit Gigi D’Alessio im Lied Un nuovo bacio. Schon 2003 kehrte sie zum Festival zurück, blieb in der Hauptkategorie mit Volere volare (Duett mit Federico Stragà) jedoch erfolglos. Anschließend veröffentlichte Tatangelo das Debütalbum Attimo x attimo. Beim Sanremo-Festival 2005 ging sie erstmals mit einem Lied von Gigi D’Alessio ins Rennen, Ragazza di periferia. Damit erreichte sie den dritten Platz in der Frauenkategorie. Das Lied war auch namensgebend für ihr zweites Album.

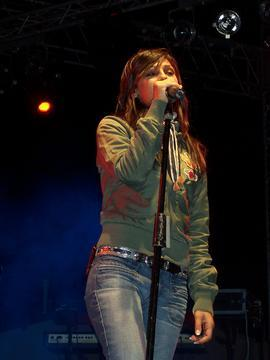
Tatangelo bei einem Auftritt 2008

D’Alessio wurde Tatangelos Produzent und schließlich auch ihr Lebensgefährte, was italienweit die Klatschseiten füllte. 2006 schaffte die Sängerin es in Sanremo in der Frauenkategorie auf den ersten und in der Gesamtwertung auf den dritten Platz; das Lied Essere una donna hatte D’Alessio zusammen mit Mogol geschrieben. Im Jahr darauf veröffentlichte sie das nächste Album Mai dire mai. Mit Il mio amico kehrte sie 2008 erneut nach Sanremo zurück und landete auf dem zweiten Platz. Nach einer Neuauflage von Mai dire mai folgte Ende des Jahres das Konzeptalbum Nel mondo delle donne.
2010 kam der erste Sohn von Tatangelo und D’Alessio zur Welt. Im selben Jahr betätigte sich die Sängerin als Jurorin in der vierten Staffel der Castingshow X Factor. Im Sanremo-Festival 2011 präsentierte sie ohne großen Erfolg Bastardo. Das Lied fand Eingang in das folgende Album Progetto B, für das sie auch mit Renato Zero und Mario Biondi zusammenarbeitete. Zwischen 2013 und 2014 veröffentlichte sie, lediglich unter ihrem Vornamen, die Singles Occhio per occhio, Senza dire che und Muchacha. Dabei begann sie auch, mit Songwriter Francesco Silvestre (Modà) zusammenzuarbeiten. Silvestre schrieb auch das Lied Libera, mit dem die Sängerin beim Sanremo-Festival 2015 ins Rennen ging, ohne es jedoch ins Finale zu schaffen. Im Anschluss erschien das gleichnamige Album.
Im Jahr 2016 spielte Tatangelo im Film Un Natale al Sud mit und nahm auch für den Soundtrack das Lied Natale italiano auf. 2018 konnte sie die zweite Staffel der Kochsendung Celebrity MasterChef Italia gewinnen. Kurz darauf veröffentlichte sie die Single Chiedere scusa. Im November erschien in Zusammenarbeit mit dem Rapper Achille Lauro eine neue Version ihres Liedes von 2005, Ragazza di periferia 2.0. Beim Sanremo-Festival 2019 landete die Sängerin mit Le nostre anime di notte abgeschlagen auf Platz 22.

## Diskografie

### Alben
| Jahr | Titel Musiklabel                                 | Höchstplatzierung, Gesamtwochen, AuszeichnungChartplatzierungen (Jahr, Titel, Musiklabel, Platzierungen, Wochen, Auszeichnungen, Anmerkungen) | Höchstplatzierung, Gesamtwochen, AuszeichnungChartplatzierungen (Jahr, Titel, Musiklabel, Platzierungen, Wochen, Auszeichnungen, Anmerkungen) | Anmerkungen                             |
| Jahr | Titel Musiklabel                                 | IT | CH | Anmerkungen                             |
| ---- | ------------------------------------------------ | --- | --- | --------------------------------------- |
| 2003 | Attimo x attimo EMI                              | IT68 (1 Wo.)IT | — | Erstveröffentlichung: 28. August 2003   |
| 2005 | Ragazza di periferia Universal                   | IT34 (29 Wo.)IT | — | Erstveröffentlichung: 17. März 2005     |
| 2006 | Ragazza di periferia (Sanremo Edition) Universal | IT15 (45 Wo.)IT | — |                                         |
| 2007 | Mai dire mai Sony                                | IT6 (17 Wo.)IT | — | Erstveröffentlichung: 2. November 2007  |
| 2008 | Mai dire mai (Repack Sanremo) Sony               | IT20 (28 Wo.)IT | — |                                         |
| 2008 | Nel mondo delle donne                            | IT22 (19 Wo.)IT | CH88 (1 Wo.)CH | Erstveröffentlichung: 28. November 2008 |
| 2011 | Progetto B Sony                                  | IT9 (10 Wo.)IT | CH65 (2 Wo.)CH | Erstveröffentlichung: 16. Februar 2011  |
| 2015 | Libera Sony                                      | IT19 (5 Wo.)IT | — | Erstveröffentlichung: 12. Februar 2015  |
| 2019 | La fortuna sia con me Sony                       | IT30 (4 Wo.)IT | — | Erstveröffentlichung: 8. Februar 2019   |
| 2021 | Anna Zero Believe                                | — | — | Erstveröffentlichung: 28. Mai 2021      |

### Singles
| Jahr | Titel Album                                    | Höchstplatzierung, Gesamtwochen, AuszeichnungChartplatzierungen (Jahr, Titel, Album, Platzierungen, Wochen, Auszeichnungen, Anmerkungen) | Höchstplatzierung, Gesamtwochen, AuszeichnungChartplatzierungen (Jahr, Titel, Album, Platzierungen, Wochen, Auszeichnungen, Anmerkungen) | Anmerkungen                                                             |
| Jahr | Titel Album                                    | IT | CH | Anmerkungen                                                             |
| ---- | ---------------------------------------------- | --- | --- | ----------------------------------------------------------------------- |
| 2002 | Doppiamente fragili Attimo x attimo            | IT14 (8 Wo.)IT | — |                                                                         |
| 2002 | Un nuovo bacio Attimo x attimo                 | IT8 Platin (2024) · (10 Wo.)IT | — | Verkäufe: + 100.000                                                     |
| 2003 | Volere volare Attimo x attimo                  | IT35 (3 Wo.)IT | — | mit Federico Stragà                                                     |
| 2005 | Ragazza di periferia                           | IT16 (11 Wo.)IT | — |                                                                         |
| 2006 | Essere una donna Ragazza di periferia          | IT4 (17 Wo.)IT | — | Platz 30 (6 Wochen) der Downloadcharts                                  |
| 2006 | Colpo di fulmine Ragazza di periferia          | IT15 (15 Wo.)IT | — |                                                                         |
| 2007 | Averti qui Mai dire mai                        | — | — | Platz 20 (2 Wochen) der Downloadcharts                                  |
| 2008 | Il mio amico Mai dire mai                      | IT14 (5 Wo.)IT | — |                                                                         |
| 2008 | Profumo di mamma Nel mondo delle donne         | IT28 (5 Wo.)IT | — |                                                                         |
| 2011 | Bastardo Progetto B                            | IT12 (8 Wo.)IT | CH69 (1 Wo.)CH |                                                                         |
| 2013 | Occhio x occhio Libera                         | IT54 (2 Wo.)IT | — |                                                                         |
| 2014 | Senza dire che Libera                          | IT39 (2 Wo.)IT | — |                                                                         |
| 2014 | Muchacha Libera                                | IT59 (4 Wo.)IT | — |                                                                         |
| 2015 | Libera                                         | IT58 (2 Wo.)IT | — |                                                                         |
| 2019 | Le nostre anime di notte La fortuna sia con me | IT75 (1 Wo.)IT | — | Erstveröffentlichung: 6. Februar 2019 Beitrag zum Sanremo-Festival 2019 |
| 2020 | Guapo Anna Zero                                | IT84 (1 Wo.)IT | — | Erstveröffentlichung: 3. Juli 2020 feat. Geolier                        |
| 2024 | Mantra TBA                                     | — | — | Erstveröffentlichung: 24. Mai 2024                                      |

Weitere Singles
- 2003: Corri
- 2003: Attimo x attimo
- 2004: L’amore più grande che c’è
- 2005: Quando due si lasciano
- 2007: Lo so che finirà
- 2008: Mai dire mai
- 2009: Rose spezzate
- 2009: Va da lei
- 2009: Adesso
- 2011: L’aria che respiro (mit Mario Biondi)
- 2011: Sensi
- 2011: Anna
- 2015: Inafferrabile
- 2015: Gocce di cristallo
- 2016: Natale italiano
- 2018: Chiedere scusa

## Filmografie
- 2016: Un Natale al Sud

## Bibliografie
- Ragazza di periferia. La mia piccola favola. Mondadori, 2011, ISBN 978-88-04-61028-1.

## Belege
1. ↑  Chartquellen (Alben):
  - Guido Racca & Chartitalia: Top 100 FIMI Album. Lulu, 2013, S. 85.
  - Alben von Anna Tatangelo. In: Italiancharts.com. Hung Medien, abgerufen am 20. Mai 2024.
  - Alben von Anna Tatangelo. In: Hitparade.ch. Hung Medien, abgerufen am 24. Mai 2018 (CH).
2. ↑  Chartquellen (Singles):
  - Guido Racca & Chartitalia: Top 100 FIMI Singoli. Lulu, 2013, S. 83; 152; 182.
  - Archivio classifiche Top Singoli. FIMI, abgerufen am 24. Mai 2018 (italienisch).
  - Songs von Anna Tatangelo. In: Hitparade.ch. Hung Medien, abgerufen am 24. Mai 2018 (CH).
3. ↑  Auszeichnungen für Musikverkäufe: IT

| Personendaten    | Personendaten            |
| ---------------- | ------------------------ |
| NAME             | Tatangelo, Anna          |
| KURZBESCHREIBUNG | italienische Popsängerin |
| GEBURTSDATUM     | 9. Januar 1987           |
| GEBURTSORT       | Sora, Provinz Frosinone  |